# Коваль Віталій Федорович
Віта́лій Фе́дорович Коваль (* 26 квітня 1932 — † 14 серпня 1998) — український письменник-гуморист.

## З життєпису
Батько його був вчителем. За фахом медик — закінчив Київський медичний інститут, працював хірургом в сільській лікарні, згодом головлікарем — у Жорнівці, у лікувальних закладах працював з 1958 по 1983 рік. Писати та друкуватися почав ще у студентські роки.
Є автором збірок гумору та сатири:
- «Стружка»,
- «Жертва безпеки»,
- «Дефіцитний сторож»,
- «Циркуляр на шиї» — «Радянський письменник», 1983,
- «Як стати стрункою»,
- «Сільський детектив».

До збірок увійшли мисливські та рибальські бувальщини, сміховинки, оповідання й оповідки, частину сюжетів автор взяв з лікарської практики та літературного життя.
Друкувався в Перці: з оповідок — «Після турне», «Дефіцитний товар», «Стружка», Сільських вістях.